# Аренас Бланкас (маяк)
Аренас Бланкас (исп. Faro de Arenas Blancas) — действующий маяк на канарском острове Ла-Пальма в муниципалитете Вилья-де-Масо, недалеко от деревни Ла-Салемера. Более крупное поселение Масо находится в 8 километрах к северо-западу. Это один из четырёх основных маяков на Ла-Пальме, каждый из которых обеспечивает безопасность мореплавания в отдельном квадранте острова. Маяки Аренас-Бланкас и Пунта-Лава расположены на восточной и западной сторонах острова. Маяки Пунта-Кумплида и Фуэнкалиенте расположены на северной и южной оконечностях острова.

## История
Необходимость в маяке была обозначена в третьем плане навигационного оборудования Канарских островов в 1989 году, для обеспечения безопасности прибрежного судоходства на восточном побережье острова. Маяк был введён в эксплуатацию в 1993 году. Маяк находится на скале, на высоте около восьми метров над уровнем моря, что даёт маяку фокусную высоту 46 метров. Свет маяка имеет дальность действия 20 морских миль. Характеристика огня — группо-затмевающий, три вспышки белого света каждые восемь секунд.
Конструкция маяка представляет собой белую цилиндрическую бетонную башню высотой 38 метров.
Маяк управляется и обслуживается администрацией порта провинции Санта-Крус-де-Тенерифе. Он зарегистрирован под международным номером D2849.51 и имеет национальный идентификатор 13025.